# Spilosoma pluripuncta
Spilosoma pluripuncta là một loài bướm đêm thuộc phân họ Arctiinae, họ Erebidae.